# Stenobothrus bulgaricus
Stenobothrus bulgaricus är en insektsart som beskrevs av Willy Adolf Theodor Ramme 1933. Stenobothrus bulgaricus ingår i släktet Stenobothrus och familjen gräshoppor. Inga underarter finns listade i Catalogue of Life.